# Generator (bildel)

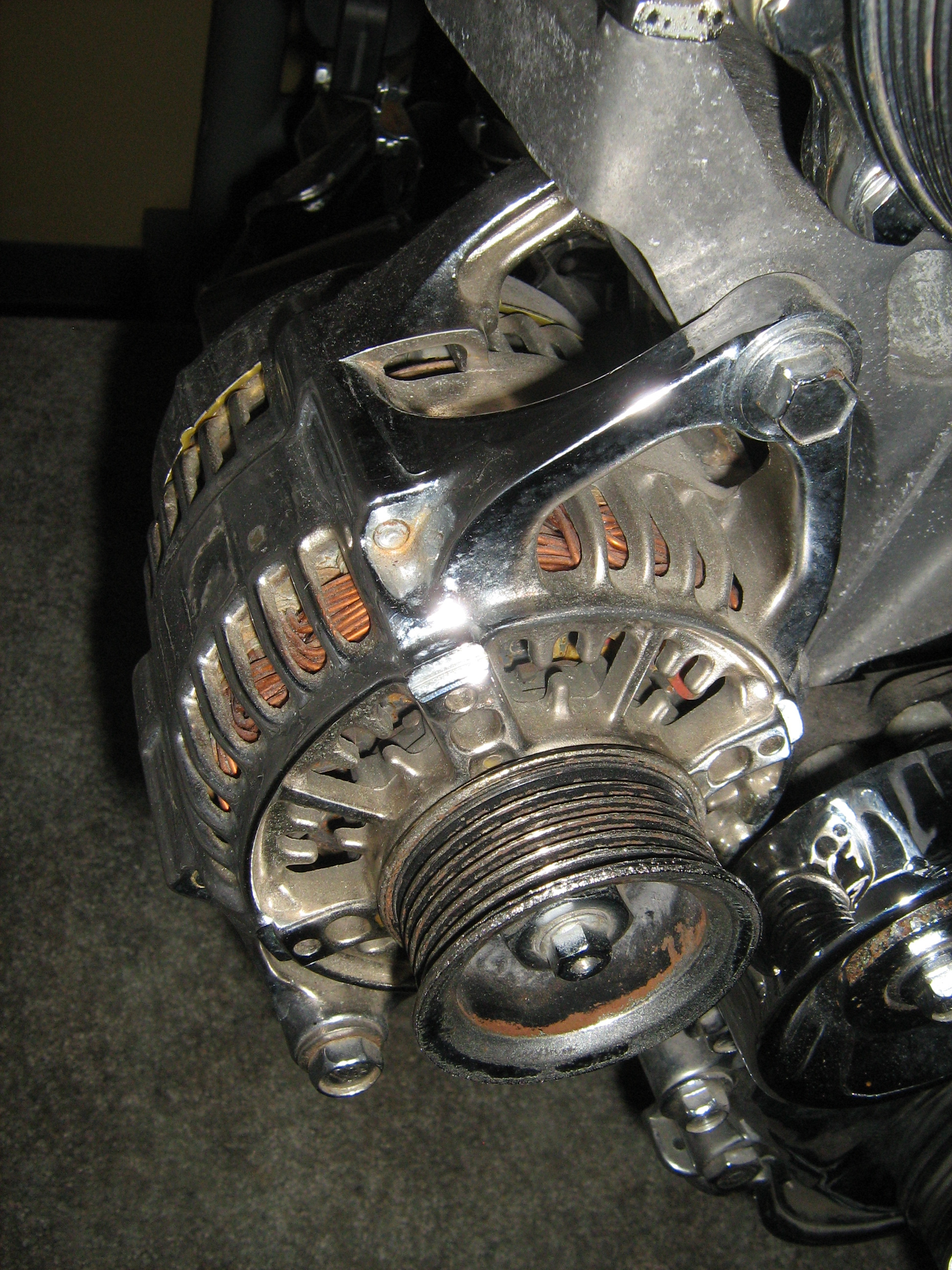
Växelströmsgenerator

Generatorn i en bil drivs via fläktremmen och har som uppgift att hålla bilbatteriet laddat. Fram till mitten av sextiotalet var likströmsgeneratorn den mest förekommande generatorn i personbilar. Från mitten av sextiotalet blev växelströmsgeneratorn vanligare och är nu den dominerande typen. Den har flera fördelar; eftersom den saknar kommutator slits inte borstarna lika snabbt som på en likströmsgenerator. Dessutom kan den generera tillräcklig laddningsspänning redan vid bilmotorns tomgångsvarvtal. Växelströmsgeneratorn är försedd med likriktare, eftersom likström krävs för att ladda bilbatteriet.